# Съёмщиков, Владимир Васильевич
Владимир Васильевич Съёмщиков (род. 31 августа 1987 года, Бухара) — российский волейболист, центральный блокирующий клуба «Нова». Мастер спорта России.

## Биография
За время своей карьеры Съёмщиков выступал за «Урал», «Прикамье», «Локомотив-Изумруд». С 2014 по 2018 года выступал за команду «Нова», где был капитаном.
В декабре 2018 года перешёл в «Динамо» (Москва), вслед за тренером Константином Брянским. В сезоне-2020/21 стал чемпионом страны, обладателем Кубка ЕКВ и Кубка России, но был игроком резерва.
В мае 2021 года стал игроком «Кузбасса».
Летом 2023 года вернулся в команду «Нова» и снова стал её капитаном.
12 июля 2024 года перешёл в сосновоборское «Динамо-ЛО».